# Fabrizio Colonna
Fabrizio Colonna (Roma, c. 1455 - Aversa, março de 1520) foi um condottiero italiano, membro da influente família Colonna. Destacou-se nas guerras Italianas.

## Biografia
Fabrizio era  filho de Eduardo Colonna e de Filippa Conti. Foi casado com Inés de Montefeltro, filha de Federico da Montefeltro, primeiro duque de Urbino, e Battista Sforza. Fabrizio era conhecido como o conde de Tagliacozzo e grande condestável do Reino de Nápoles.
Foi um general na Liga Santa que lutou contra Luís XII de França.
Em 1512, durante a guerra da Liga de Cambrai, foi derrotado na batalha de Ravena pelas tropas francesas de Gastão de Foix. Fabrizio foi feito prisioneiro e enviado a Ferrara.
Sua filha era Vittoria Colonna, uma poetisa italiana, amiga próxima de Michelangelo. Seu sobrinho, Marcantonio I Colonna, também foi um general bem sucedido.
Fabrizio é o principal interlocutor em A Arte da Guerra de Maquiavel.